# فوسو سوپر گریت
میتسوبیشی فوسو سوپر گریت (Mitsubishi Fuso Super Great) خودرویی است که از سال ۱۹۹۶ تا کنون تولید شده‌است.
این خودرو در کلاس کامیون قرار گرفته‌است. سامانه جعبه‌دندهٔ آن ۶ دنده به دو صورت خودکار و دستی است.

## نگارخانه

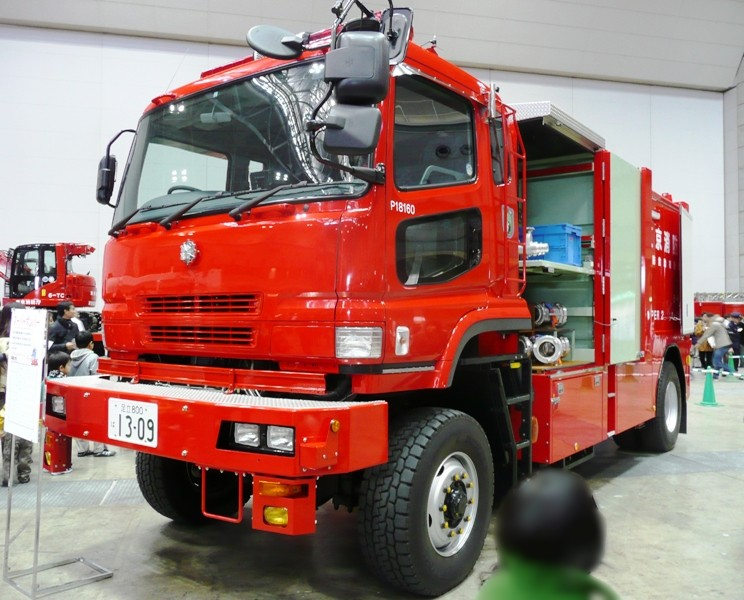
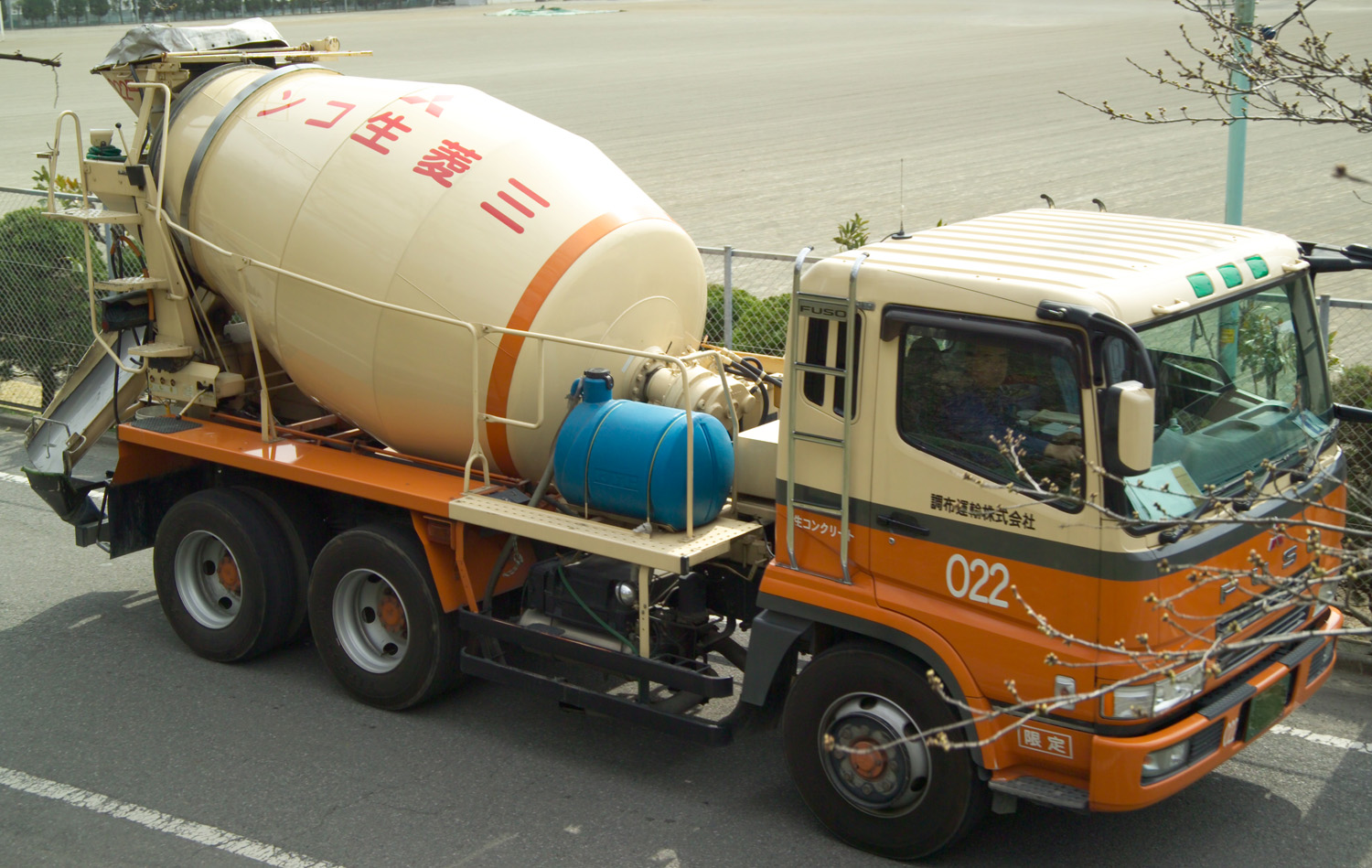
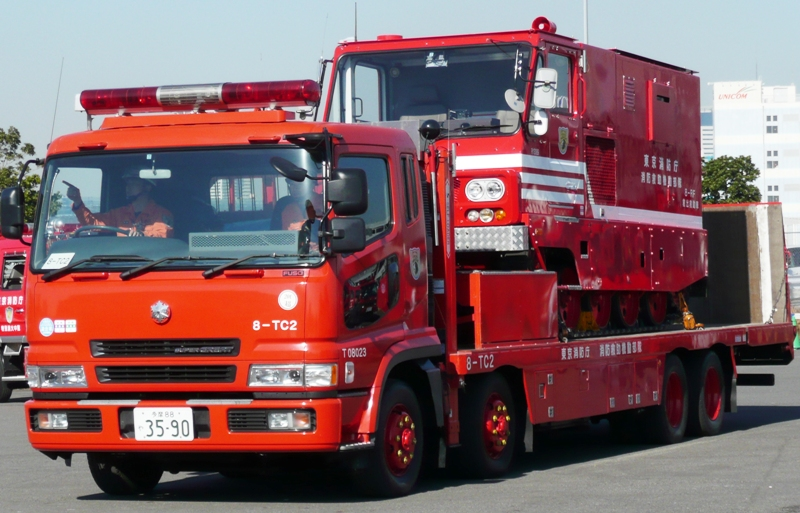